# 楡崎玉三郎
楡崎 玉三郎 (にれざき たまさぶろう) は、架空の舞踊家。岸裕子の日本の漫画作品『玉三郎恋の狂騒曲』の登場人物で主人公。日本舞踊、楡崎流の後継者、のち家元。名取名は希蝶（きちょう）。

## プロフィール
日本舞踊、楡崎流の跡取りで、祖父の家元と母親に育てられる。一人称は「アタシ」。身長173センチメートル。体重50.5キログラム。血液型はB型のうお座。基本的にナルシストのいじけ気味の性格で、踊り以外では自立心がなく、愛されていたいというタイプである。一方で、痴漢よけに護身術を習ってもいる。チーズケーキが大好物。
高校時代は、のちに恋人・伴侶となる山岸玲奈のお見合いの替え玉を務め、相手を振るというアルバイトをしていた。その折りに、一時期担任教師となる佐々森小次郎と知り合う。当初は小次郎に玲奈を取られそうになったため対立するが、近眼の小次郎が誤って玉三郎にキスをしたため、玲奈との三角関係になる。玉三郎に迫られまくった小次郎は教師をやめるが、のちに自分が内心では玉三郎のことを愛していたことに気づく。そんな時、友人の天草アキヒロの登場と玉三郎へのアタックが始まる。ライバルの美多良流の息子、美多良造酒の参戦で、その恋模様はさらに複雑なものとなる。
高校時代には、夏には上半身裸になり、冷房のない教室でクラスメートに勉学への集中力を高めさせる、という役割を果たしていた。成績は、古典以外は優秀で、上述のことも含めて、クラス担任が何度も彼のせいで替わるにもかかわらず、学校が彼を手放さなかった理由になっている。高校側のたっての願いで、下智大学外国語学部英語学科に入学するが、1日で通学をやめている。
同性愛者ではないが、恰好の良い男性にはなぜか惹かれるものを感じるらしく、自ら迫ったりしている。天草アキヒロのことも当初は拒絶したが、彼の成長とともに頼れる同性として慕うようになっていった。彼とは催眠術で関係を持たされてしまったこともある。その一方で、恋人は幼馴染みの玲奈一筋で、イギリスのエックスフォード大学の文化交換生として留学中も彼女のポスターを部屋に貼っている。そのポスターが盗難にあった際には、廃人同然になってしまっている。
上記のように常人とはかけ離れた価値観を持つキャラクターであるが、日本舞踊への真摯な姿勢は本物で、彼を暗殺しようとした美多良造酒も「チョウチョにむらがるだけのものがあるんだよ、こいつには、やっぱり」と言わしめている。上記の変態じみた行動も、楡崎流の後継者であることを自覚するにつれて少なくなり、人間としての成長面が見られ、天草アキヒロへの恋心と、玲奈への想いとの板挟みで悩む面が強調されてゆくようにもなった。また、作者の画風の変遷により、初期のギャグ漫画としての側面よりも、舞踊シーンの華麗さの方が際立つようにもなっている。
一時期、スランプに陥り、人形のようになったこともある。その際には美多良造酒にやすやすと連れ出されている。

## 制作経緯
岸裕子が23歳の時に生み出したキャラクターで、彼女の作品では一番知名度が高く、岸作品を代表するキャラクターである。
名前の由来は、歌舞伎の坂東玉三郎である。ただし、最初に『玉三郎』を描いた時には板東玉三郎のことをよく知らず、シリーズ開始後1年位たってから初めてその舞台を見たのだという。性格や背景は、作者である岸裕子自身の行動や考えがベースになっているようである。
最初に坂東玉三郎を観た舞台は、『お艶殺し』で、その後、片岡孝夫と共演する玉三郎の舞台に熱中したそうである。岸裕子の友人に踊りの師匠がおり、稽古場へ遊びにも行き、半年ほど自分でも踊りをやっていたそうである。
誕生当初、岸裕子は新撰組に熱中しており、沖田総司を描くなら、この楡崎玉三郎になったのではないか、と述べている。また、玉三郎の行動・心理状態は作者自身とシンクロしており、作者の調子の良い時の玉三郎は生き生きとした表情になっており、健康でない時に描かれたものは、顎がとがり、目つきも険しいものになっていたという。さらに、岸裕子は坂東玉三郎のファンであり、上述したようにシリーズ掲載中は歌舞伎を観賞しており、その時の坂東玉三郎がキャラクターとしての玉三郎に投影されている。

## 評価
漫画研究家の藤本由香里は、玉三郎が芸事全般・学業に秀で、合気道を習っているという設定が人物造形のポイントになっていると述べている。この設定により玉三郎は、「少々女っぽいという難はあっても、可愛いし、最終的には頼りになりそうだし」、読者少女の目に魅力的な恋人として映るのだという。この時期、男子の女装が読者少女に受け入れられるためには、家柄がよく、才能・腕っ節があり、美貌もそなわっているという条件をクリアしなければならなかったと藤本は説明する。「逆にいえば、少女マンガは、それだけの付加価値をつけることで、スカートをはいた男を異性愛（ヘテロ）のシナリオに乗せることに成功した」。
漫画評論家の永山薫は、玉三郎のキャラクター設定を画期的であったものと評している。シシー的なキャラクターの典型であるとし、玉三郎以前に先例がなかったわけではないがと断りつつ、主人公の像としてはシシーの「元祖」と呼んでいいだろうと述べている。
永山は、関谷ひさしの描く女装少年と玉三郎を対比し、関谷のそれらを正統派の女装のヒーロー、玉三郎をそこにおいてジェンダーの壁が崩壊しているトリックスターであると述べている。少女漫画は当時すでにセクシュアリティの問題に踏み込んでいたが、その中でも突出していた存在であったろうと述べている。
2000年代に入り「男の娘」ブームが発生することになるが、ライターの来栖美憂は玉三郎を「男の娘」に分類している。来栖は「男性女性という点にとらわれない玉三郎とその周囲の人間模様は明るく魅力的」とし、当時人気があった美輪明宏やピーターが玉三郎のモデルになっていると述べている。